# Anuntijärvet (Jukkasjärvi socken, Lappland, 749811-174148)
Anuntijärvet är en sjö i Kiruna kommun i Lappland och ingår i Kalixälvens huvudavrinningsområde. Sjön är 11,7 meter djup, har en yta på 0,05 kvadratkilometer och är belägen 370 meter över havet.